# Lago Raschera
Il lago Raschera è un lago alpino situato a 2.108 m s.l.m. nelle Alpi Liguri, in una isola amministrativa del comune di Magliano Alpi. Si trova nell'alta valle del Corsaglia.

## Storia

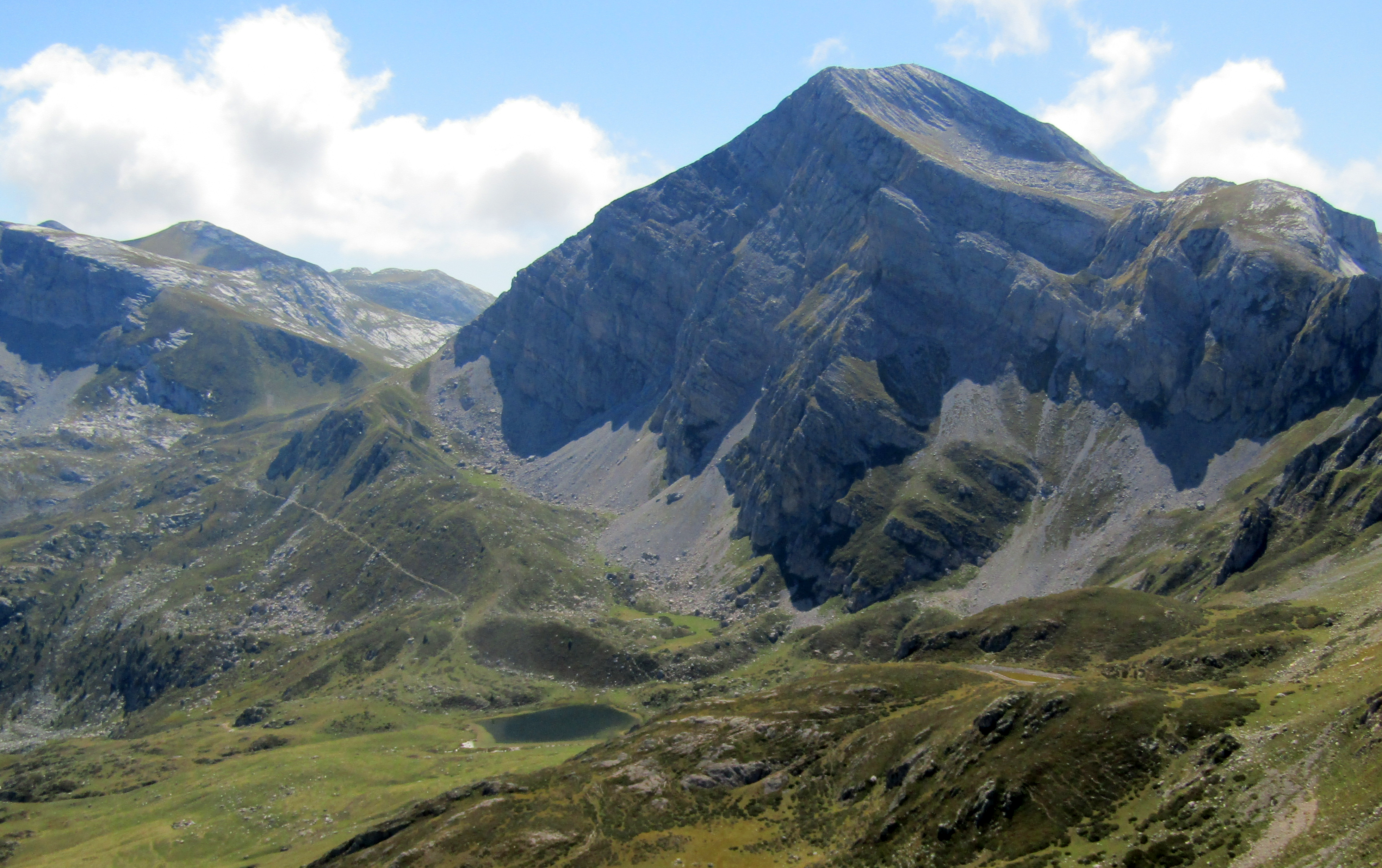
La conca del lago con il Mongioie

La zona dove si trova il lago è nota da secoli per la bontà dei suoi pascoli e per la notevole qualità dei formaggi prodotti. La zona del lago dà il nome all'omonimo formaggio DOP.

## Geografia fisica
Il lago si trova in una conca circondata da varie montagne tra le quali la Cima Ferlette, la Cima della Brignola e il Monte Mongioie. Dallo specchio d'acqua nasce il rio Raschera le cui acque, tramite il rio Sbornina, andranno poi ad alimentare il Corsaglia.

## Escursionismo
Il lago può essere raggiunto a piedi dal Rifugio Balma. Una lunga sterrata agropastorale arriva nei pressi del lago partendo dal fondovalle della Val Corsaglia. Un sentiero che scavalca il Bocchino della Brignola mette in comunicazione il lago Raschera con quello della Brignola.